# Schloss Schweinspoint

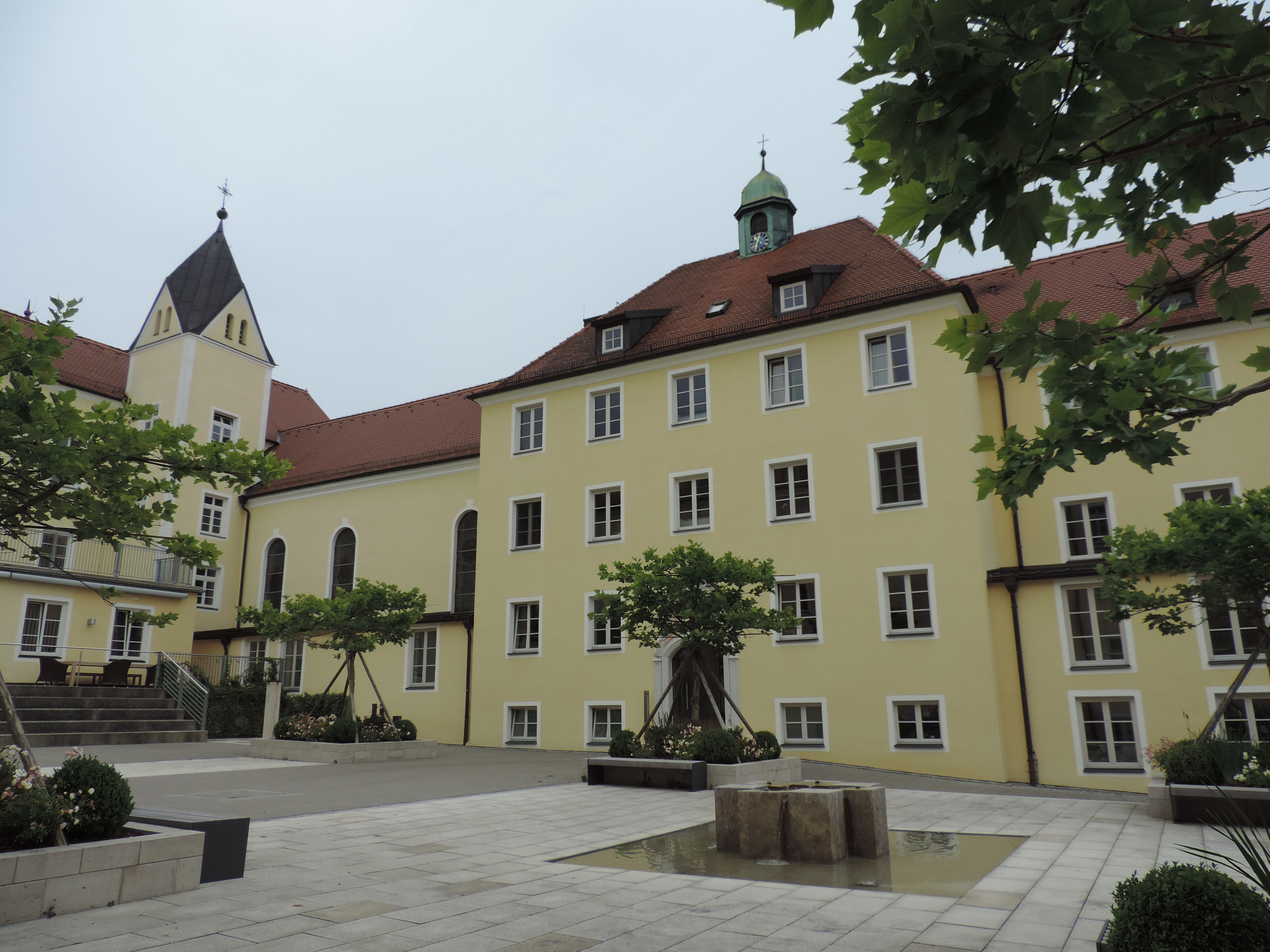
Schlossinnenhof mit östlichem Seitenflügel und Schlosskirche

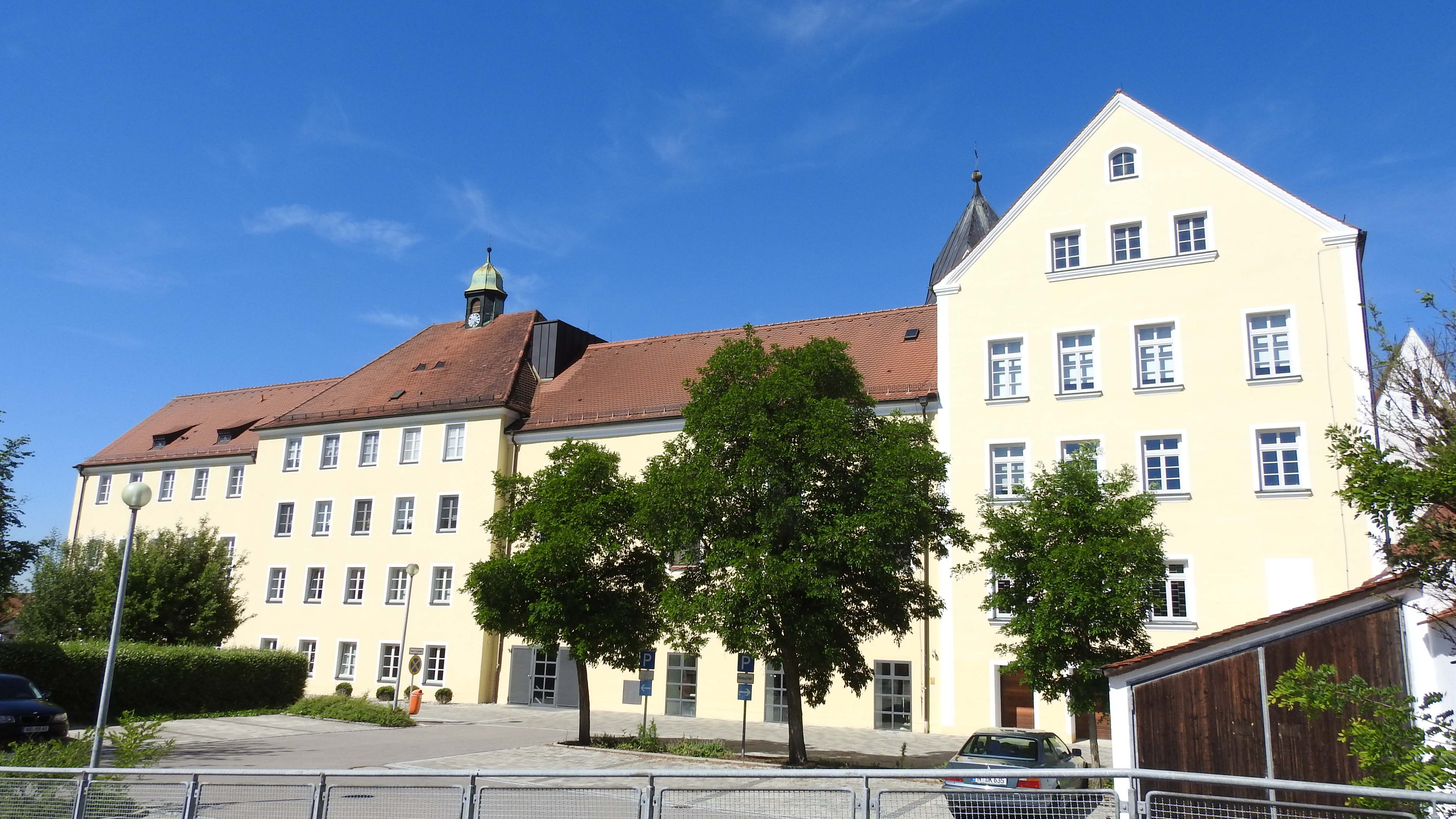
Schloss in Schweinspoint

Schloss Schweinspoint liegt in Schweinspoint, einem Ortsteil von Marxheim im Landkreis Donau-Ries.

## Geschichte
Das Schloss wurde, nachdem der Vorgängerbau im Dreißigjährigen Krieg zum Teil niederbrannte, im 17. Jahrhundert neu erbaut. 1683 erwarb es Friedrich Ferdinand Sittig von Hacke (1634–1693) mit seiner Gattin Maria Anna Sabine geb. von Nuland († 1690). Er wirkte als Kammerherr und erblicher Oberststallmeister im Fürstentum Pfalz-Neuburg. Die Familie nannte sich nach der Besitzung mit vollem Namen Hacke auf Schweinspoint und besaß sie bis 1849. Dort ist auch sein Sohn Ludwig Anton von Hacke (1682–1752), kurpfälzer Oberstjäger- bzw. Oberstforstmeister geboren.
Im Jahre 1860 erwarb der Orden der Barmherzigen Brüder den Gebäudekomplex und richtete darin eine Anstalt für unheilbar Kranke ein. In den folgenden Jahrzehnten wurde das Schloss weiter ausgebaut.
1971 übernahm der Caritasverband Augsburg die Einrichtung, die seitdem Stiftung Behindertenwerk St. Johannes genannt wird.

## Architektur
Das Schloss ist ein vierflügeliger Baukomplex mit einer im Kern spätmittelalterlichen Kirche und Wirtschaftsgebäuden.